# George Saling
George J. Saling (Memphis, 27 de julho de 1909 – St. Charles, 15 de abril de 1933) foi um atleta e campeão olímpico norte-americano.
Ex-campeão do time de basquete da escola secundária que se transferiu para o atletismo, em 1932 venceu os 110 metros com barreiras da NCAA – National Collegiate Athletic Association, igualando o recorde mundial de 14s4. Semanas depois conquistou a medalha de ouro em Los Angeles 1932 na mesma prova.
Seis meses depois morreu num acidente de automóvel no Missouri com apenas 23 anos de idade.